# Sony Reader
Sony Reader是索尼发售的电子书阅读器。2006年9月率先于北美发售PRS-500型。2009年于日本发售PRS-650/350型。

## 特点
使用了E-Ink电子墨水，能实现接近纸张的显示效果与长时间显示。

## Reader Store关闭
Reader Store是索尼Reader系列提供的在线商城服务，2014年3月20日，索尼宣布将把客户转移到总部位于多伦多的电子阅读公司 Kobo，并将关闭美国和加拿大的Reader Store，但已经购买的电子书仍可在三个月内下载并继续观看，当然，您可以继续使用 Sony Reader 阅读 Kobo 的电子书

## 关联条目
- Reader Store - 针对Sony Reader的电子书籍在线商店。
- LIBRIe - 曾在日本发售的电子书籍阅读器。
- Amazon Kindle -　亚马逊的电子书籍阅读器。
- Sony Tablet
  - Sony Tablet S - android 平板电脑
  - Sony Tablet P - 双屏Android平板电脑